# Physoplatys
Physoplatys is een monotypisch geslacht van spinnen uit de  familie van de Thomisidae (krabspinnen).

## Soort
- Physoplatys nitidus Simon, 1895